# Famille de Gilley
La famille de Gilley est une ancienne famille noble de Franche-Comté originaire de Salins dans le Jura. Anoblie en 1494, elle s'éteint au XVIIe siècle.

## Origines
La famille de Gilley est à l'origine une famille bourgeoise Salins où dès le XIVe siècle ses membres étaient orfèvres.
Il existait aussi en Franche-Comté une maison féodale du nom de Gilley qui paraissait tirer son nom de la terre de Gilley près de Montbenoit ou Étienne de Gilley possédait en 1256 divers biens de la mouvance d'Étienne de Vaugrenans, sire du lieu. En 1294, le sire de Gilley tenait en fief du comte de Bourgogne, Arguel et ses dépendances. Guillaume de Gilley vivait en 1311, il fut père de Thiébaud, écuyer, qui rendit ses devoirs de fief pour ce qu'il possédait à Monthureux et Venisey en 1357-1362. Benoit de Gilley, son fils, selon le temps, est en 1390 membre du conseil du duc Philippe le Hardi. Étiennette de Gilley, la dernière citée, est allié en 1420 à Jean du tartre.
Aucune source ne vient confirmer un lien quelconque entre la famille de Gilley, bourgeois de Salins et la famille féodale de Gilley.
- I) Jean (II) de Gilley (1443-1483), bourgeois de Salins (fils d'un autre Jean (Ier), orfèvres et bourgeois de Salins et de Guillemette Correctier). Notaire juré de la cour archiépiscopale de Besançon à Salins en 1475, maitre des Monnaies et échevin en 1493. En 1493, il achète la seigneurie d'Aiglepierre jusqu'alors inféodée au prieuré de Château sur Salins et aux sires de Vaugrenans, puis la seigneurie et la maison forte de Marnoz. Il fut anobli par lettres patentes de l'empereur Maximilien en date du 2 février 1494. Il se maria trois fois avec : Jeanne de Nozeroy, Claudine Lalye, Guillemette Le Goux.

De son premier mariage il eut Guillaume qui suit.
- II) Guillaume de Gilley, seigneur d'Aiglepierre et Andelot (fils du précédent), épousa en premières noces Adrienne de Saint-Mauris et en secondes noces Henriette de Bernaud[2].

De son premier mariage il eut : 1) Nicolas qui continua la lignée, 2) François seigneur de Port et de Chatelay, et de Marnoz pour moitié, qui de son mariage avec Claudine Merceret eut deux filles (Marguerite et Claudine, cette dernière mariée à Gaspard de Vaux (Vaux ?) de Chasoy : leur lointain descendant Thomas de Pillot de Chenecey de Coligny (1713-1777) avait toujours cette part de Marnoz).
De son second mariage il eut : 1) Guyon, seigneur d'Andelot, 2) Marguerite, 3) Jeanne, 4) Claudine.
- III) Nicolas de Gilley (v. 1495-1563), chevalier, sire de Marnoz pour moitié, baron du Saint-Empire et de Franquemont en 1538 (terre qu'il avait acquise de Gérard d'Aroz). Echanson de l'archiduchesse Marguerite en 1530, il fut ensuite gentilhomme de la maison de l'empereur et son ambassadeur en  Suisse et en Savoie. Il se retira à la fin de sa vie sur sa terre de Marnoz[2].

De son mariage en 1526 avec Jeanne de Marnix, dame de Crilla (par achat avec son mari Nicolas le 15 novembre 1527,), il eut : 1) Jean (l'aîné ; v. 1527-v. 1591), chevalier, seigneur de Marnoz (qui d'Anne de Saint-Mauris de Mathey, épousée en 1563 — cf. Généalogie de St-Mauris, par Charles-Emmanuel-Polycarpe de St-Mauris, 1830, p. 181-185, en ligne sur Gallica — eut Claude-Philibert, mort jeune, et Anne-Ursule, mariée avec postérité à François de la Tour-Saint-Quentin : famille bisontine), 2) Jean (le puîné ; v. 1530-1577) qui continua la lignée, 3) François, pronotaire apostolique, 4) Claude, seigneur d'Aiglepierre, pardessus des Salines de Salins et capitaine de Salins ( marié à Dorothée de Montfort puis à Clauda de Fouchiers dont une fille), 5) Marguerite, 6) Etiennette.
- IV) Jean (IV) de Gilley (le puîné ; 1530-1577), baron du Saint-Empire et de Franquemont, capitaine de Salins, [son frère aîné Jean (III) de Gilley de Marnoz (v. 1527-1591) fut poète et écrivain. Gilbert Cousin, dans sa Description de la Franche-Comté de 1552, dit de lui qu'il est un poète remarquable et un homme d'une érudition étendue et solide. Il laisse trois ouvrages connus dont une élégie sur l'ermitage Sachet à Salins et sur la Furieuse[5]].

De son mariage en 1567 avec Eve d'Aubonne (Aubonne ?) il eut : 1) Gaspard, sans alliance, 2) Jean-Claude qui continua la lignée.
- V) Jean-Claude de Gilley, baron du Saint-Empire et de Franquemont,

De son mariage en 1616 avec Jeanne-Perronne de Vaudrey, il eut : 1) Jean-Baptiste, 2) Marie-Thérèse.
- VI) Jean-Baptiste de Gilley, baron du Saint-Empire et de Franquemont, chevalier de Saint-Georges en 1650, dernier mâle de sa famille.

De son mariage avec Suzanne du Châtelet (fille d'Antoine du Châtelet de Trichâteau), il n'eut qu'une fille, non marie.
La famille s'éteint, au XVIIe siècle, avec Jean-Baptiste de Gilley baron de Franquemont et de Marnoz

## Noblesse
La famille de Gilley fut anoblie par lettres en 1494, confirmées en 1501. Jean de Gilley obtint des lettres de chevalerie en 1605. Jean de Gilley, obtint, vers 1557, l'érection en baronnie de la terre de Franquemont.

## Armes
D'argent à un arbre de sinople.

## Alliances
Correctier, de Nozeroy, Lalye, Le Goux, de Faletans, Patornay, Nardin, de Saint-Mauris, de Bernaud, Merceret, de la Villette, de Vaux, de Cinqcens, de Remilly, Choux, de Marnix, de la Tour-Saint-Quentin, de Montfort, de Fouchiers, de Chastenay, Gaillard, de Souza de Castro, d'Aubonne, de Vaudrey, de Montagu-Boutavant, du Châtelet, etc.